# Шушково (Вологодская область)
Шушково — упразднённая в 2021 году деревня в Вологодском районе Вологодской области.
Входила в состав Кубенского сельского поселения, с точки зрения административно-территориального деления — в Кубенский сельсовет.
Расстояние по автодороге до районного центра Вологды — 33 км, до центра муниципального образования Кубенского — 2 км. Ближайшие населённые пункты — Вецкое, Буяново, Легкое, Ермолино, Тимофеево.
По данным переписи в 2002 году постоянного населения не было.
Упразднена 19 июля 2021 года постановлением Правительства Вологодской области.